# Station Nonancourt
Station Nonancourt is een spoorwegstation in de Franse gemeente Nonancourt.